# هتسرات
هتسرات (به آلمانی: Hetzerath) یک شهر در آلمان است که در برنکاستل-ویتلیش واقع شده‌است. هتسرات ۱٬۹۷۲ نفر جمعیت دارد.